# Chiesa di San Bartolomeo (Capannoli)
La chiesa di San Bartolomeo è un edificio religioso a Capannoli.

## Storia e descrizione
Il nucleo originario della chiesa identificabile con la pieve di San Giusto in Padule, menzionata in un documento dell'Archivio Arcivescovile di Lucca datato 14 luglio 975, era situato fra il torrente Roglio ed il fiume Era . La pieve viene menzionata anche in un articolo di un trattato di pace tra Lucchesi e Pisani risalente al 1175, in base al quale veniva riconsegnata da questi ultimi al vescovo di Lucca. Dal 3 dicembre 1284 la pieve passò sotto la Diocesi di Firenze.

Le prime notizie della chiesa attuale, riportate dallo storico Flaminio Dal Borgo, risalgono al 1329, anno in cui veniva stipulato a Montopoli un trattato di pace tra la lega guelfa e la Repubblica pisana e in cui si fa riferimento al "Domino Francino Coralli de Upethinghis Plebano Plebis de Padule". Scrive il Repetti che il popolo di Capannoli, dopo che da una esondazione dell'Era fu distrutta la pieve di Padule, situata sulla sponda destra del torrente Roglio in una località ancora oggi chiamata La Pievaccia, allora della Diocesi di Lucca, "...fece istanza ed ottenne dal vescovo di Lucca, con decreto del 1º agosto 1385, di fabbricare una chiesa sotto l'invocazione di San Bartolomeo, e di trasferirvi i diritti della distrutta pieve matrice, con aggregare alla nuova parrocchia dei SS. Andrea e Lucia di Capannoli a condizione di pagare al vescovo di Lucca l'annuo tributo di once sei di zafferano".

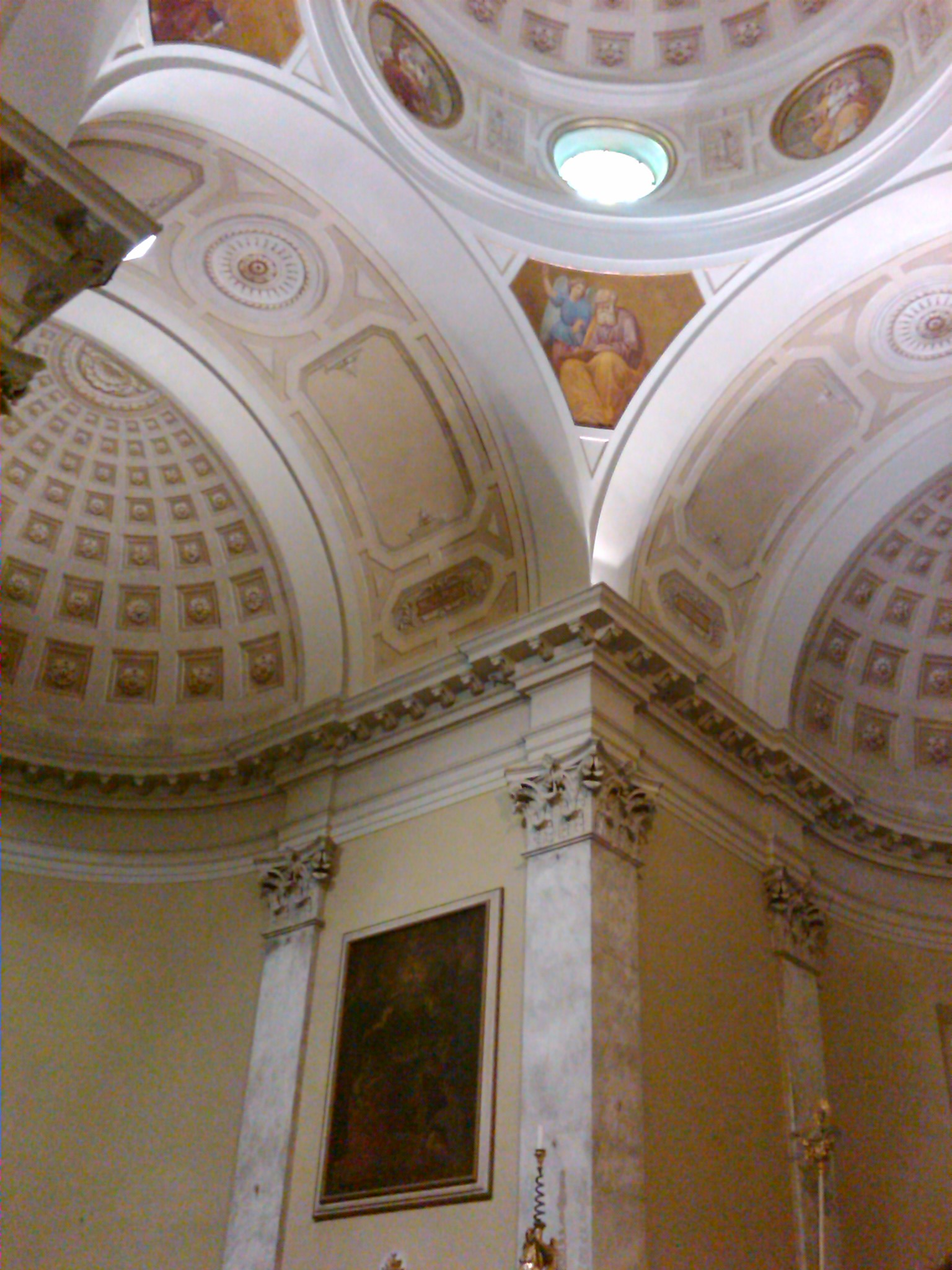
L'interno della Chiesa

La nuova chiesa, portata a termine nel 1398, conservò il titolo di pieve sino al 1631, anno in cui il suo pievano, Lorenzo Borghini di Pisa, ottenne da Urbano VIII per sé e per i suoi successori il titolo di abate. In quel periodo la chiesa fu posta sotto la giurisdizione della Diocesi di San Miniato.
L'aspetto attuale della chiesa è il risultato dei profondi interventi di metà Ottocento che cancellarono completamente le strutture medievali.
La facciata, dalla rigida partitura geometrica accentuata dalle modanature, riflette la divisione interna a tre navate.
L'interno, ampio ed imponente, è scandito da alte colonne che separano le navate sostenendo la copertura a volta conclusa dalla cupola centrale. Nei bracci del transetto si aprono due grandi cappelle che ospitano sobri altari in pietra, risalenti al 1860. 
All'altare maggiore si trova un Crocifisso ligneo seicentesco, mentre ai lati del presbiterio sono due tele provenienti dalla precedente chiesa. a destra è un Martirio di san Bartolomeo di Giovanni Stefano Marucelli (XVII secolo) mentre a sinistra si trova una tela con l'Eucaristia, della fine XVII o degli inizi del XVIII secolo.
La chiesa possedeva un altare patrocinato dalla famiglia Berzighelli che recava una tavola con la Madonna col Bambino, San Jacopo e San Giovanni Battista di Francesco Brina firmata e datata 1573, identificabile probabilmente con quella che si trova oggi presso l'Arcivescovado di Rouen.